# Brunšvický poloostrov
Brunšvický poloostrov (španělsky Península de Brunswick) je nejjižnější výběžek americké pevniny, sousedící se souostrovím Ohňová země. Administrativně patří k Chile jako součást regionu Magallanes y la Antártica Chilena. Poloostrov je spojen se zbytkem kontinentu šíjí širokou pouze 16 km, má rozlohu okolo 6300 km² a délku 115 km, z východu a jihu omývá jeho břehy Magalhãesův průliv a ze severozápadu zátoka Seno Otway. Nejjižnějším bodem poloostrova je mys Froward, kde byl roku 1913 vztyčen 24 metrů vysoký kovový kříž.
Region má chladné klima ovlivňované extratropickými cyklónami s průměrnými teplotami okolo 7 °C a zhruba 400 mm srážek ročně. Vnitrozemí je hornaté (nejvyšší bod měří 1127 m n. m.) a zalesněné převážně pabukem, s podzolovými půdami. Brunšvický poloostrov je řídce osídlený, jediným větším sídlem je Punta Arenas, nejjižnější stotisícové město na světě. Provozuje se rybolov a chov ovcí, významná je také těžba mědi a černého uhlí. V roce 1977 byla v okolí jezera Laguna Parrillar vyhlášena stejnojmenná přírodní rezervace, kde žijí chráněné druhy jako huemul jižní, puma americká, vydra jižní, datel magellanský a kachna vlasatá.
Původními obyvateli byli Alakalufové. V místě zvaném Puerto del Hambre (Hladový přístav) založil roku 1584 Pedro Sarmiento de Gamboa první španělskou osadu, kterou však už o tři roky později nalezl Thomas Cavendish opuštěnou. Poloostrov získal svůj současný název po napoleonských válkách na počest vévody Fridricha Viléma Brunšvického, britského spojence. Roku 1843 založila chilská vláda trestaneckou osadu Punta Arenas, která se rozrostla na město díky námořnímu obchodu a zlaté horečce koncem devatenáctého století.